# Frikadelle
 Der er for få eller ingen kildehenvisninger i denne artikel, hvilket er et problem. Du kan hjælpe ved at angive troværdige kilder til de påstande, som fremføres i artiklen.

Frikadeller er stegte kødboller. De er en meget populær ret i Danmark som i mange andre europæiske lande. Ordet er en fortyskning af det italienske frittatella, der er stegt eller ristet (fritto) kød. Ordet er beslægtet med 'frikandeau' og 'frikassé'.

## Ingredienser
Traditionelt består danske frikadeller af hakket svinekød rørt med mel, mælk, æg, fint hakkede løg og krydderier, men variationerne er talrige:
- Andre blandinger af hakket svinekød, kalvekød, oksekød, hestekød, vildtkød, lammekød, kyllingekød eller kalkunkød.
- I stedet for mel kan bruges havregryn, rasp eller kogte, mosede kartofler
- I stedet for mælk kan bruges vand, bouillon eller øl
- Krydderierne er traditionelt husholdningssalt og peber.

Frikadellerne pandesteges i fedtstof i forskellig størrelse. Den mest almindelige er den, der kommer af at tage en klump fars med en spiseske.

## Anvendelse
Frikadeller bruges
- Som middagsret med tilbehør som kogte kartofler, rødkål, agurkesalat, andre salater, stuvede grøntsager, f.eks. stuvet hvidkål eller stuvede grønærter, kartoffelsalat
- Som frokostret med rødkål, agurkesalat, kartoffelsalat, anden salat
- I skiver på smørrebrød med agurkesalat eller andet surt
- Som frikadellesandwich som bøfsandwich, den danske version af burgeren (fast food frikadelleburger)
- Som "gnavemad" i madpakker eller madkurve på skovture – her ofte suppleret af salater

Frikadeller laves stadig fra bunden i mange husholdninger, men de kan også fås industrifremstillede eller hos slagteren.

## Variationer
- Hakket kød (svinekød, kalvekød, fjerkrækød) evt. tilsat mel og æg og paneret med æg og rasp. De betegnes traditionelt som krebinetter.
- Hakket kød uden tilsætning af mel, æg, mv., men også paneret med æg og rasp betegnes traditionelt som karbonader
- Betegnelserne krebinetter og karbonader anvendes i dag synonymt
- Frikadeller kan tilberedes vegetarisk med linser
- Frikadeller tilberedt af fiskekød betegnes fiskefrikadeller

## Udenlandske versioner
Varianter af frikadeller laves i hele den vestlige verden og i Mellemøsten og flere steder i Asien og Afrika. Som fællesbetegnelse anvendes ordet kødbolle (eller Meatball på engelsk). I det danske køkken skelner man mellem kødboller, der er kogt som til boller i karry og frikadeller, der er stegt.
De følgende udenlandske eksempler er alle stegte:
- Færøerne: Færøske kjøtfrikadellur er som oftest lavet af rent, malet oksekød, men der findes også en fiskevariant, fiskafrikadellur, som bliver lavet af malet fiskekød, og som også minder om norske fiskeboller. En lignende variant er knetti(r). I både knetti og fiskafrikadellur kan der også kommes lidt fåretalg
- Grækenland: Græske keftades er normalt friturestegt eller i hvert fald stegt i olie, og de er typisk lavet af okse- eller lammekød krydret med hvidløg
- Norge: Norske kjøttkaker (no:kjøttkake) svarer i stor udstrækning til danske frikadeller
- Sverige: Svenske köttbullar (sv:köttbullar) ligner meget danske frikadeller, men er typisk mindre, måske lavet med en teske. Omvendt er danske kødboller det samme som frikadeller (se:frikadeller) på svensk.
- Tyrkiet: Tyrkiske köfte (en:Kofta) laves af lamme- eller oksekød og krydres på mange måder. Lignende kødboller laves overalt i Mellemøsten og Nordafrika.
- Tyskland: Frikadeller,(tysk= Frikadelle, Frikadellen) er også en populær ret i Slesvig-Holsten. Traditionen kom til USA via Hamborg, der grænser op til Slesvig-Holsten. Hamborg gav derefter sit navn til hamburgeren, en frikadelle i en bolle. Versioner af retten er også populære i andre dele af Tyskland, hvor der er kendt under forskellige navne, såsom "Boulette", "Fleischpflanzenerl" eller "Klops".
- Rusland: Frikadel'ka/ фрикаделька (flertal: frikadel'ki/ фрикадельки), som minder om de danske frikadeller men dog kan være stærkt krydret med hvidløg og i nærmest kogte varianter